# Новосёлки (Ветковский район)
Новосёлки (бел. Навасёлкі) — агрогородок в Ветковском районе Гомельской области Белоруссии. Входит в состав Радужского сельсовета.

## Административное устройство
С 8 декабря 1926 года по 30 декабря 1927 года центр Новосёлковского сельсовета Ветковского района Гомельского округа. В 1927-1966 гг. деревня в составе Радужского сельсовета. До 9 апреля 2023 года входил в состав Шерстинского сельсовета.

## География

### Расположение
В 11 км на северо-запад от Ветки, 26 км от Гомеля, 22 км от железнодорожной станции Костюковка (на линии Жлобин — Гомель).

### Гидрография
На востоке — пойма и река Сож (приток реки Днепр).

## Транспортная сеть
Транспортные связи по просёлочной, затем автомобильной дороге Даниловичи — Ветка. Планировка сложная. На юге к улице меридиональной ориентации, которая идет вдоль дороги, присоединяется под острым углом с запада улица с переулком. На востоке расположена дугообразная улица, ориентированная с юго-востока на северо-запад. Застройка двусторонняя, преимущественно деревянная, усадебного типа.

## История
Выявленные археологами городище бронзового века (на южной окраине) и поселение эпохи Киевской Руси (на северо-восточной окраине, на стороны надпоймовой террасы правого берега реки) свидетельствуют о заселении этих мест с глубокой древности. По письменным источникам известна с XVI века как селение в Речицком повете Минского воеводства Великого княжества Литовского. Согласно инвентарю Гомельского староства 1640 года собственность казны, 5 дымов, 5 волов, 5 лошадей. В 1752 году упоминается в актах Главного Литовского трибунала.
После 1-го раздела Речи Посполитой (1772 год) в составе Российской империи. С 1804 года действовала Петро-Павловская церковь. Хозяин одноименного фольварка владел в 1866 году 1076 десятинами земли, которые достались ему по наследству. С 1876 года работают винокурня и хлебозапасный магазин. В 1885 году действовали церковь, мельница, пивоварня, школа грамоты. Согласно переписи 1897 года располагались: в селе — церковь, церковно-приходская школа, 2 ветряные мельницы, лавка, винная лавка, пивная; в фольварке — винокурня, кузница; в Ветковской волости Гомельского уезда Могилёвской губернии. С 1900 года действовал спиртоочистительный завод. В 1909 году 760 десятин земли, школа, мельница. В одноименном фольварке 1500 десятин земли.
С 1926 года в фольварке действовали совхоз (25 хозяйств, 109 жителей) и винзавод (7 хозяйств, 17 жителей). 
С 8 декабря 1926 года по 30 декабря 1927 года центр Новосёлковского сельсовета Ветковского района Гомельского округа. В 1927-1966 гг. деревня в составе Радужского сельсовета.
В 1929 году организован колхоз имени В. М. Молотова, работали кузница (с 1931 года), столярная мастерская (с 1933 года) и ветряная мельница (с 1926 года). Во время Великой Отечественной войны оккупанты сожгли в 1943 году 254 двора. 67 жителей погибли на фронте. В 1959 году центр совхоза имени 60-летия Октября. Размещались лесопилка, швейная мастерская, начальная школа, Дом культуры, библиотека, школа-сад, отделение связи, фельдшерско-акушерский пункт, магазин.

## Население

### Численность
- 2004 год — 243 хозяйства, 554 жителя.

### Динамика
- 1885 год — 57 дворов, 383 жителя.
- 1897 год — 96 дворов 561 житель; в фольварке — 2 двора, 34 жителя (согласно переписи).
- 1909 год — 110 дворов, 688 жителей; в фольварке — 63 жителя.
- 1940 год — 270 дворов, 949 жителей.
- 1959 год — 923 жителя (согласно переписи).
- 2004 год — 243 хозяйства, 554 жителя.

## Культура
- Дом культуры
- Музей ГУО «Новоселковская начальная школа Ветковского района»

## Достопримечательность
- Городище периода раннего железного века, поселение бронзового века (3-е тыс. до н. э. – 1-е тыс. н. э.) —  Историко-культурная ценность Республики Беларусь, шифр 313В000156
- Братская могила, 211 воинов Советской Армии (1943) —  Историко-культурная ценность Республики Беларусь, шифр 313Д000157
- Братская могила, 697 воинов Советской Армии (1943) —  Историко-культурная ценность Республики Беларусь, шифр 313Д000158
- В Новосёлках обнаружены каменные орудия, похожие на артефакты ориньякской культуры. Они не могут иметь возраст старше 40 тысяч лет назад.
- Часовня в честь Святой Живоначальной Троицы. Освящена 29.06.2024.